# سازمان دموکراتیک جوانان افغانستان

پوستر تبلیغاتی سازمان دموکراتیک جوانان افغانستان

سازمان دموکراتیک جوانان افغانستان، که همچنین با عنوان سازمان جوانان خلق افغانستان شناخته می‌شود، اصلی‌ترین سازمان جوانان در جمهوری دموکراتیک سابق افغانستان بود. این شاخه جوانان حزب حاکم یعنی حزب دموکراتیک خلق افغانستان بود. تا ژوئن ۱۹۷۸ این سازمان حدود ۴٫۰۰۰ عضو داشت. در اواسط دهه ۱۹۸۰ حدود ۲۵٬۰۰۰ عضو داشت. سازمان دموکراتیک جوانان افغانستان عضو فدراسیون جهانی جوانان دموکراتیک بود.